# Orinoco-appel
De orinoco-appel (Solanum sessiliflorum) is een tropische plant uit de nachtschadefamilie (Solanaceae), die nauw verwant is aan de lulo (Solanum quitoense). Het is een plant met stevige stengels en grote, getande, behaarde bladeren. De bloemen lijken op aardappelbloemen en hebben lichtgoene kroonbladeren.
De ronde, behaarde vruchten zijn tot 10 cm groot en oranje of rood van kleur. Het vruchtvlees van de bes is geel en smaakt naar tomaat. De vruchten worden als handfruit gegeten of tot sap verwerkt.

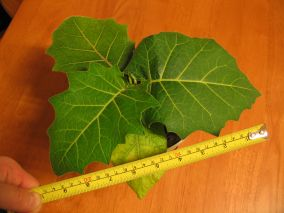
Jonge plant

De plant wordt gekweekt aan de oevers van de Orinoco en de Amazone.

## In andere talen
- Spaans: cocona